# Puerto de Pointe-Noire
El Puerto de Pointe-Noire o bien el Puerto autónomo de Pointe Noire (en francés: Port de Pointe-Noire o Port Autonome de Pointe Noire) es un organismo autónomo tipo puerto desde 2000, que se encuentra en mar profundo (13,20 m Calado) y juega un papel importante en la estrategia regional: 3,3 millones de toneladas y 100 000 TEU en 2005.
El 75% de las mercancías que se descargan están efectivamente destinados a los puertos vecinos de Angola, la República Democrática del Congo y Gabón. 
Pointe Noire se conecta a la capital Brazzaville por carretera y por un ferrocarril de 515 kilómetros (ferrocarril del Congo-Océano).